# William John Ellison
William John Ellison (1943) é um matemático britânico. Trabalha com teoria dos números.

## Vida e obra
Ellison estudou na Universidade de Cambridge, onde obteve o bacharelato (interrompido 1969/1970 por permanência na Universidade de Michigan), obtendo o doutorado sob orientação de John Cassels, com a tese Warings and Hilberts 17. Problem. Em seguida fez pós-doutorado na Universidade de Bordeaux. Em 1972 recebeu o Prêmio Leroy P. Steele e o Prêmio Lester R. Ford, por seu artigo Warings Problem  sobre o Problema de Waring.

## Publicações selecionadas
- Prime Numbers („Les nombres premiers“, 1975). Wiley, New York 1985, ISBN 0-471-8265-3-7 (com Fern Ellison).
- Zahlentheorie. In: Jean Dieudonné (Ed.): Geschichte der Mathematik 1700 bis 1900 („Abrege d'histoire des mathematiques 1700–1900“, 1978). Vieweg, Braunschweig 1985, p. 171–358, ISBN 3-528-08443-X (com Fern Ellison).